# 正阳区街道
正阳区街道，是中华人民共和国黑龙江省绥化市肇东市下辖的一个乡镇级行政单位。

## 行政区划
正阳区街道下辖以下地区：
伊利社区、桐景社区、兴隆社区、安平社区、华富社区和福和社区。